# Shake Me Up
Shake Me Up è il decimo album in studio del gruppo musicale statunitense Little Feat, pubblicato nel 1991.

## Tracce
1. Spider's Blues (Might Need it Sometime) – 4:19
2. Shake Me Up – 4:52
3. Things Happen – 4:25
4. Mojo Haiku – 5:12
5. Loved and Lied To – 5:00
6. Don't Try So Hard – 4:19
7. Boom Box Car – 4:37
8. Fast & Furious – 4:13
9. Livin' on Dreams – 5:26
10. Clownin' – 4:44
11. Down in Flames – 6:22

## Formazione
Little Feat
- Paul Barrère – voce, chitarra, slide guitar
- Sam Clayton – percussioni, cori
- Craig Fuller – voce, chitarra
- Kenny Gradney – basso
- Richie Hayward – batteria, cori
- Bill Payne – tastiera, cori
- Fred Tackett – chitarra, tromba

Altri musicisti
- Valerie Carter – cori (tracce 4, 5, 9)
- Shaun Murphy – cori (1, 2, 3, 8, 10)
- Bonnie Sheridan – cori (3, 10)
- The Memphis Horns – ottoni (3)